# Претпоставка правде
Претпоставка правде (енгл. The Presumption of Justice) јесте канадско-српски документарни филм снимљен 2012. године у режији Бориса Малагурског и Иване Рајовић. Филм описује догађаје у вези са Брисом Татоном, француским туристом и навијачем ФК Тулузе, који је ушао у сукоб са навијачима ФК Партизана септембра 2009. године у Београду, што је резултирало смрћу, односно осудом навијача Партизана за убиство.

## Контроверзе
У марту 2014. године у Београду су тројица младића Растислав Динић, Немања Полексић и Марко Николић, осуђени на по годину дана затвора, по кривичној пријави Бориса Малагурског за претње, јер су жестоко критиковали његов филм у којем оспорава судске пресуде за убиство Бриса Татона и брани његове убице на затвореном интернет форуму. У марту 2016. Врховни касациони суд је након жалбе ослободио тројицу младића. 
Људи се потуку, коментар је Бориса Малагурског поводом Татоновог убиства, који је изазвао лавину негативних коментара на поменутом интернет форуму.